# Llobregat
Il Llobregat (pron. [ʎuβɾəˈɣat]) è uno dei più importanti fiumi della Catalogna, in Spagna. Nasce a Castellar de n'Hug, nella comarca del Berguedà, e sfocia dopo un corso di 170 km nel Mar Mediterraneo non lontano da Barcellona, presso El Prat de Llobregat. Tutto il suo bacino imbrifero è situato in Catalogna.
Il Llobregat è il secondo fiume della Catalogna per ordine di lunghezza, essendo superato dal fiume Ter. Durante il suo corso riceve le acque dei fiumi tributari Cardener (presso Manresa) e Anoia (presso Martorell).